# Radio 5
Radio 5 (también denominada Radio 5 Todo Noticias y, durante 2012-2013, Radio 5 Información) es una cadena de radio de información continua adscrita a Radio Nacional de España e integrada en la Corporación pública RTVE. De ámbito nacional puede escucharse en la mayor parte del territorio español ya que emite en FM, OM, DAB, TDT, DVB-S e Internet. Sus múltiples Centros Emisores, unidos a los correspondientes Centros de Producción de Programas (estudios), permiten la realización de desconexiones para ofrecer información local y territorial de acuerdo con el esquema de emisiones vigente.
Creada el 1 de enero de 1989, tras la reestructuración de emisoras que devino tras la disolución de Radiocadena Española, en sus primeros años incluía programación de entretenimiento convencional y local. Anteriormente, entre 1981 y 1984, en Cataluña existió una emisora de radio de RNE, sucesora de Radio Peninsular, que también se llamó Radio 5.
En 1994, siendo director de la emisora Jesús Vivanco, se adoptó el formato a radio informativa especializada en servicio público y actualidad informativa con la denominación Radio 5 Todo Noticias. Por aquel entonces otras cadenas internacionales, como France Info o BBC Radio 5 Live, tenían ya este formato. En España fue la segunda emisora de información continua después de que en 1992 empezara sus emisiones Catalunya Informació. Llegó a tener en su día más de 90 colaboradores. La señal de Radio 5 se oía en la carta de ajuste de Teledeporte.
El día 13 de febrero de 2024, la cadena inicia emisiones en DAB+ en Barcelona y Madrid, donde ya emitía con anterioridad en el sistema antiguo DAB. Además, la cobertura se expande a otras ciudades del territorio nacional (ver más abajo las frecuencias DAB/DAB+).  
Según el EGM Radio 5 contaba en junio de 2019 con 238 000 oyentes diarios.

## Programación
La parrilla de programación se basa en la emisión de microprogramas de cinco a quince minutos de duración que tratan temas de ciencia, salud, economía o historia y espacios de análisis de la actualidad con expertos. Hay boletines informativos cada treinta minutos de unos 5 minutos de duración y un resumen de titulares a las horas :15 y :45. Cada media hora se ofrece información del tráfico, en conexión con la Dirección General de Tráfico, y del tiempo con la AEMET. La información deportiva se amplía en el espacio El vestuario y la internacional en Cinco continentes.
Además hay varios magacines de lunes a viernes de 18:05 a 18:30 y de 21:05 a 21:30h –sobre ciencia, cultura, activismo y nuevas tecnologías– y en fin de semana a lo largo del día. También se retransmiten los plenos de relevancia de las Cortes Generales y los sorteos de la Lotería Nacional.
También se emiten algunos programas conjuntamente con Radio Nacional: la sección informativa de Las mañanas de RNE (denominada España a las 6, España a las 7 y España a las 8 entre las 6:00 y las 8:30h), el vespertino 14 horas (avance de 13:00 a 13:10 y de 14:00 a 15:05h), el nocturno 24 horas (de 20:00 a 21:00 y de 22:00 a 24:00h), los boletines horarios en punto, la programación regional y todos los espacios de madrugada.
Los fines de semana el informativo matinal España a las 8 y el 14 horas duran media hora. El informativo 24 horas, los sábados y domingos, se emite de 20:00 a 20:30 y de 23:00 a 23:30h.

### Informativos territoriales
La emisión nacional de Radio 5 se complementa con informativos y programas de las emisoras autonómicas y locales de RNE. Así, la información regional se emite de lunes a viernes de 7:45 a 8:00, 13:10 a 14:00 y 19:50 a 20:00h, mientras que los fines de semana se emite de 9:05 a 9:15 y de 13:30 a 14:00h.
Además, hay informativos provinciales de 7:25 a 7:30, 8:45 a 9:00 y 13:55 a 14:00h (solo en Cataluña), de lunes a viernes. Para las dos provincias canarias, el informativo principal toma treinta minutos, de 7:30 a 8:00 hora local (8:30 a 9:00 CET).
Particularmente en Galicia, Cataluña y las Islas Baleares toda la programación propia se emite en gallego y catalán.

## Directores
- Jesús Vivanco
- Gabriel Sánchez Rodríguez
- Juan Izquierdo
- Juan Carlos Morales
- Pedro Roncal
- Remedios Villa
- María Luisa Moreno de Viana Cárdenas
- Pedro Carreño
- José María Forte
- Fernando Martín López (2018-2020)
- Óscar Torres (actual, desde 2020).

## Frecuencias

### FM

#### Andalucía
- Almería: 106.7 FM
- Almonaster la Real: 100.5 FM
- Antequera: 89.0 FM
- Cabra: 88.0 FM
- Cádiz: 106.3 FM
- Córdoba: 99.8 FM
- El Ejido: 93.0 FM
- Granada: 98.5 FM
- Huelva: 88.0 FM
- Huércal-Overa: 99.5 FM
- Jaén:  87.9 y 93.8 FM
- Málaga: 88.0 y 92.5 FM
- Marbella: 87.6 FM
- Motril: 92.0 FM
- Ronda: 102.3 FM
- Santa Eufemia: 100.2 FM
- Sevilla: 90.0 FM
- Vélez-Málaga: 103.2 FM

#### Aragón
- Alcañiz: 99.3 FM
- Arguis: 92.8 FM
- Barbastro: 100.2 FM
- Caspe: 103.7 FM
- Ejea de los Caballeros: 92.1 FM
- Fraga: 98.8 FM
- La Muela: 103.6 FM
- Montalbán: 101.5 FM
- Peracense: 106.1 FM
- Santa Cruz de la Serós: 98.7 FM
- Sierra de Vicort: 105.0 FM
- Teruel: 95.6 FM
- Zaragoza: 100.0 FM

#### Asturias
- Avilés: 102.9 FM
- Boal: 90.5 FM
- Cangas del Narcea: 90.9 FM
- Cangas de Onís: 100.3 FM
- Gijón: 89.9 FM
- Llanes: 97.3 FM
- Mieres: 101.8 FM
- Oviedo: 99.6 FM
- Panes: 104.6 FM
- Quirós: 104.4 FM
- San Martín del Rey Aurelio: 94.9 FM
- San Antolín de Ibias: 105.1 FM
- Villanueva de Oscos: 96.1 FM

#### Canarias
- Antigua: 89.8 FM
- Arrecife: 100.2 FM
- El Paso: 98.4 FM
- Fuencaliente de La Palma: 88.4 FM
- Haría: 99.0 FM
- La Frontera: 98.2 FM
- Las Palmas de Gran Canaria: 88.6 FM
- Los Cristianos: 104.0 FM
- Maspalomas: 106.5 FM
- Observatorio del Teide: 98.1 FM
- Puerto del Rosario: 104.8 FM
- Santa Cruz de La Palma: 89.6 FM
- Santa Cruz de Tenerife: 88.8 FM
- Vallehermoso: 91.7 FM
- Valverde: 89.8 FM

#### Cantabria
- Castro Urdiales: 106.8 FM
- Guriezo: 98.1 y 104.4 FM
- Potes: 106.9 FM
- Puentenansa: 101.4 FM
- Reinosa: 101.9 FM
- Santander: 105.0 FM
- Torrelavega: 89.4 FM
- Valderredible: 105.9 FM

#### Castilla-La Mancha
- Albacete: 106.3 FM
- Albalate de Zorita: 104.2 FM
- Alcaraz: 105.7 FM
- Algora: 104.1 FM
- Almansa: 94.4 FM
- Campillo de Altobuey: 89.9 FM
- Castilforte: 91.5 FM
- Cifuentes: 106.8 FM
- Ciudad Real: 88.8 FM
- Cuenca: 96.1 FM
- Guadalajara: 102.1 FM
- Hellín: 89.9 FM
- Herencia: 106.8 FM
- Higueruela: 104.6 FM
- La Almarcha: 104.4 FM
- Molina de Aragón: 101.3 FM
- Munera: 106.7 FM
- Priego: 100.8 FM
- Puebla de Almenara: 88.8 FM
- Puertollano: 101.8 FM
- Segurilla: 89.4 FM
- Sigüenza: 87.6 FM
- Toledo: 99.9 FM
- Valdepeñas: 102.1 FM

#### Castilla y León
- Aranda de Duero: 106.2 FM
- Ávila: 102.4 FM
- Béjar: 103.7 FM
- Bembibre: 100.2 FM
- Benavente: 87.8 FM
- Burgos: 106.6 FM
- Cervera de Pisuerga: 100.4 FM
- Cillaperlata: 105.7 FM
- Covaleda: 106.8 FM
- Guardo: 104.0 FM
- El Barco de Ávila: 104.3 FM
- El Burgo de Osma: 102.8 FM
- Espinosa de los Monteros: 104.7 FM
- León: 102.2 FM
- Medinaceli: 106.3 FM
- Miranda de Ebro: 104.5 FM
- Ólvega: 105.9 FM
- Palencia: 88.0 FM
- Puebla de Sanabria: 98.0 FM
- Salamanca: 102.2 FM
- San Leonardo de Yagüe: 105.2 FM
- San Pedro Manrique: 103.9 FM
- Segovia: 91.5 FM
- Soria: 104.7 FM
- Valladolid: 95.1 FM
- Valle de Mena: 106.1 FM
- Villablino: 99.4 FM
- Villadiego: 99.3 FM
- Villafranca del Bierzo: 104.1 FM
- Zamora: 88.8 FM

#### Cataluña
- Barcelona: 99.0 FM
- Gerona: 94.0 FM
- Igualada: 101.8 FM
- Lérida: 106.6 FM
- Manresa: 98.8 FM
- Mora la Nueva: 102.8 FM
- Perelló: 106.7 FM
- Roquetas: 93.6 FM
- San Pedro de Ribas: 92.7 FM
- Solsona: 96.8 FM
- Soriguera: 97.2 FM
- Tarragona/Reus: 94.0 FM
- Torre del Español: 99.9 FM
- Vandellós: 91.8 FM

#### Ceuta
- Ceuta: 101.9 FM

#### Comunidad de Madrid
- Madrid: 90.3 FM

#### Comunidad Valenciana
- Alcoy: 105.9 FM
- Alicante: 103.6 FM
- Castellón de la Plana: 95.5 FM
- Cofrentes: 99.4 FM
- Santa Pola: 104.2 FM
- Utiel: 87.9 FM
- Valencia: 88.2 FM

#### Extremadura
- Badajoz: 99.5 FM
- Belvís de Monroy: 103.8 FM
- Cáceres: 88.2 FM
- Llerena: 98.8 FM
- Mérida: 101.3 FM
- Montánchez: 93.0 FM
- Plasencia: 104.4 FM
- Zafra: 106.3 FM

#### Galicia
- Carballo: 95.7 FM
- Castrelo del Valle: 94.1 FM
- El Barco de Valdeorras: 104.6 FM
- La Coruña: 95.8 FM
- Lugo: 92.8 FM
- Monforte de Lemos: 88.8 FM
- Finisterre: 89.4 FM
- Orense: 95.1 FM
- Parada de Sil: 106.8 FM
- Piedrafita del Cebrero: 95.2 FM
- Pontevedra: 104.3 FM
- Ribadeo: 105.0 FM
- Santiago de Compostela: 93.7 FM
- Sierra del Gistral: 106.6 FM
- Vigo: 96.0 FM
- Vimianzo: 105.3 FM

#### Islas Baleares
- Alcudia: 99.7 FM
- Buñola/Mallorca: 104.5 FM
- San José/Ibiza: 94.9 FM
- Mercadal/Menorca: 100.4 FM

#### La Rioja
- Calahorra: 104.3 y 105.4 FM
- Cervera del Río Alhama: 98.8 FM
- Haro: 93.3 FM
- Logroño: 103.3 FM

#### Melilla
- Melilla: 100.1 FM

#### Navarra
- Bozate: 95.3 FM
- Estella: 90.9 FM
- Irañeta: 102.7 FM
- Isaba: 91.8 FM
- Lapoblación: 97.2 FM
- Leiza: 88.2 FM
- Lesaca: 102.2 FM
- Monasterio de Leyre: 90.5 FM
- Monreal: 95.7 FM
- Ochagavía: 97.8 FM
- Pamplona: 103.7 FM
- Roncesvalles: 101.9 FM
- Tudela: 89.3 FM
- Zudaire: 88.3 FM

#### País Vasco
- Beasáin: 87.6 FM
- Bilbao: 96.3 FM
- Legazpia: 106.0 FM
- San Sebastián: 93.3 FM
- Tolosa: 99.6 FM
- Vitoria: 89.4 FM

#### Región de Murcia
- Águilas: 102.7 FM
- Cartagena: 103.5 FM
- Cieza: 96.9 FM
- Jumilla: 97.8 FM
- Ricote: 103.3 FM
- Sierra de Carrascoy: 92.1 FM
- Yecla: 100.4 FM

### AM

#### Andalucía
- Algeciras: 1503 AM
- Almería: 1098 AM
- Cádiz: 747 AM
- Córdoba: 531 AM
- Granada: 1017 AM
- Huelva: 1098 AM
- Jaén: 1413 AM
- Málaga: 1152 AM
- Sevilla: 603 AM

#### Aragón
- Teruel: 1107 AM
- Zaragoza: 936 AM

#### Asturias
- Oviedo: 531 AM

#### Canarias
- Las Palmas de Gran Canaria: 747 AM
- Santa Cruz de Tenerife: 720 AM

#### Cantabria
- Santander: 1107 AM

#### Castilla-La Mancha
- Albacete: 1152 AM
- Ciudad Real: 1305 AM
- Cuenca: 1314 AM
- Toledo: 1125 AM

#### Castilla y León
- Ávila: 1098 AM
- Burgos: 1017 AM
- León: 1305 AM
- Palencia: 603 AM
- Ponferrada: 1107 AM
- Salamanca: 1314 AM
- Soria: 1125 AM
- Valladolid: 936 AM
- Zamora: 1152 AM

#### Cataluña
- Barcelona: 576 AM
- Gerona: 1413 AM
- Lérida: 1152 AM
- Tarragona/Reus: 1314 AM

#### Comunidad de Madrid
- Madrid: 657 AM

#### Comunidad Valenciana
- Alicante: 936 AM
- Castellón de la Plana: 1125 AM
- Valencia: 558 AM

#### Extremadura
- Badajoz: 1125 AM
- Cáceres: 1107 AM

#### Galicia
- La Coruña: 558 AM
- Santiago de Compostela: 936 AM
- Lugo: 801 AM
- Monforte de Lemos: 1503 AM
- Orense: 1098 AM
- Pontevedra: 531 AM
- Vigo: 1413 AM

#### Islas Baleares
- Palma de Mallorca: 909 AM

#### La Rioja
- Logroño: 1107 AM

#### Navarra
- Pamplona: 531 AM

#### País Vasco
- Bilbao: 1305 AM
- San Sebastián: 558 AM
- Vitoria: 1125 AM

#### Región de Murcia
- Cartagena: 1152 AM
- Murcia: 567 AM

### DAB/DAB+
- Barcelona: 10A 209.936 MHz (DAB y DAB+)
- Bilbao, Pamplona y Santa Cruz de Tenerife: 10C 213.360 MHz (DAB+)
- Madrid: 9D 208.064 MHz (DAB y DAB+)
- Málaga: 9D 208.064 MHz (DAB+)
- Murcia: 9C 206.352 MHz (DAB+)
- Valencia, Castellón y Sevilla: 9A 202.928 MHz (DAB+)

### TDT
- Red de cobertura estatal: RGE1

## Logotipos
| 1981 - 1984 | 1989 - 1991 | 1991 - 1994 | 1994 - 1999 | 1999 - 2008 | 2008 - Actualidad | 2016 - Actualidad |
| ----------- | ----------- | ----------- | ----------- | ----------- | ----------------- | ----------------- |